# Tholera confinis
Tholera confinis là một loài bướm đêm trong họ Noctuidae.